# Gebiedseconomie
Gebiedseconomie is het vakgebied van de financiële aspecten met betrekking tot vastgoed- en gebiedsontwikkeling.
Gebiedseconomie is ontstaan uit de planeconomie en omvat een breder spectrum van het vakgebied. Waar de traditionele planeconomie zich met name richt op de kostenkant van gebiedsontwikkelingen (kosten van bouw- en woonrijp maken), richt gebiedseconomie zich meer op de opbrengsten en de integrale benadering van vastgoed- en gebiedsontwikkelingen.
Gebiedseconomie omvat de financiële beheersing van de totale levenscyclus van ruimtelijke ontwikkelingen. Het financieel raamwerk van de ruimtelijke ontwikkelingscyclus is de integrale grondexploitatie. Gebiedseconomie is gericht op de (her)ontwikkeling van infrastructuur, natuur en gebouwen.